# Lorella Flego
Lorella Flego (ur. 3 lipca 1974 w Koprze) – słoweńska prezenterka telewizyjna pochodzenia włoskiego.